# Cañon Fiord
Cañon Fiord är en fjord i Kanada.   Den ligger i territoriet Nunavut, i den nordöstra delen av landet, 3 900 km norr om huvudstaden Ottawa.
Trakten runt Cañon Fiord är nära nog obefolkad, med mindre än två invånare per kvadratkilometer.